# Котов, Евгений Валентинович
Евгений Валентинович Котов (укр. Євген Валентинович Котов; род. 10 августа 1978, Перевальск, Ворошиловградская область) — украинский футболист, защитник.

## Биография
Воспитанник алчевского футбола. Первый тренер — А. Музыка.
Первый матч на профессиональном уровне провёл 12 июля 1995 года в украинском клубе «Сталь» из Алчевска, против «Нефтехимика» из Кременчуга.
В 1998 году перешёл в «Шахтёр», за который он дебютировал в Высшей лиге 11 июля 1998 года, выйдя на замену в матче против «МФК Николаев». Отыграв несколько сезонов за «Шахтёр», постепенно перестал попадать в основной состав и в 2000 году вернулся в «Сталь», за которую отыграл первый круг чемпионата. Второй круг начал в составе донецкого «Металлурга», за который дебютировал 11 марта 2001 года в матче против «Стали».
В 2003 году перешёл в криворожский «Кривбасс», за который дебютировал 17 июля против «Звезды» из Кировограда. В 2004 году потерял место в основном составе и в 2005 году перешёл в «Интер» из Баку, отыграв за который, завершил карьеру.

## Сборная
Выступал в юношеской (3 матча) и молодёжной сборной Украины (9 матчей, 2 гола).
15 июля 1998 года был вызван в состав сборной Украины на товарищеский матч против сборной Польши, но так и не сыграл.

## Достижения
- Мастер спорта Украины по футболу в 1999 году.
- Серебряный призёр чемпионата Украины (2): 1999, 2000 годов.
- Бронзовый призёр чемпионата Украины (2): 2002, 2003 годов.
- Заслуженный тренер Украины по футболу в 2019 году.